# Маріу Ковас
Маріу Ковас (порт. Mário Covas, 21 квітня 1930, Сантус, штат Сан-Паулу — 6 березня 2001, Сан-Паулу) — бразильський політик.
Маріу Ковас навчався інженерним наукам в Політехнічній школі Університету Сан-Паулу. Політикою він почав займатися у своєму рідному місті Сантус.
Він обирався мером міста Сан-Паулу (1983—1985), федеральним сенатором і двічі губернатором штату Сан-Паулу (1994—1998/1998-2001). Був засновником та членом PMDB (Партії бразильського демократичного руху) і пізніше PSDB (Партію бразильської соціальної демократії). В 1989 році він був кандидатом у президенти від PSDB та отримав 11 % голосів. У другому турі він та вся його партія підтримали Луїза Інасіу Лула да Сілва.
Він залишив посаду губернатора 22 березня 2001 року через стан здоров'я — у нього був знайдений рак сечового міхура. Помер пізніше того ж року.